# BBC 날리지
BBC 날리지(BBC Knowledge)는 다음을 가리킨다.
1. BBC가 1999년부터 2002년까지 영국 국내에 방영했던 디지털 텔레비전 채널. 2002년 이후 BBC Four로 재개국하였다.
2. BBC가 2007년부터 세계를 대상으로 방송하고 있는 채널. 유료방송 등을 통해 시청이 가능하다.

위 두 채널은 직접적 상관 관계는 없다.

## 같이 보기
- CBeebies
- BBC Four